# AC Near East
L'AC Near East Kesarianí (en grec : Α.Ο. Νήαρ Ηστ Καισαριανής) est un club grec de basket-ball évoluant en Ligue B, la 3e division du championnat de Grèce. Le club est basé dans la ville de Kaisariani.

## Historique
Le club était encore dans l'élite entre 2000 et 2003.

## Palmarès
- Champion de Grèce : 1936
- Champion de Grèce A2 : 1998
- Champion de la ligue B de Grèce : 1985, 1995, 2008
- Champion d'Athènes : 1930, 1931, 1932

## Joueurs célèbres ou marquants
- Konstantínos Tsartsarís